# Jean Ier (roi de Saxe)
Pour les articles homonymes, voir Jean Ier de Saxe (1468-1532) et Jean Ier.
Jean Ier (en allemand : Johann Nepomuk Maria Joseph Anton Xaver Vincenz Aloys Franz de Paula Stanislaus Bernhard Paul Felix Damasus von Sachsen), né le 12 décembre 1801 à Dresde et mort le 29 octobre 1873 dans la même ville, est de 1854 à 1873 le quatrième roi de Saxe.
Il est le troisième fils et le sixième des sept enfants de Maximilien de Saxe (frère de Frédéric-Auguste Ier) et de son épouse Caroline de Bourbon-Parme.

## Biographie

### Prince de Saxe (1801-1854)

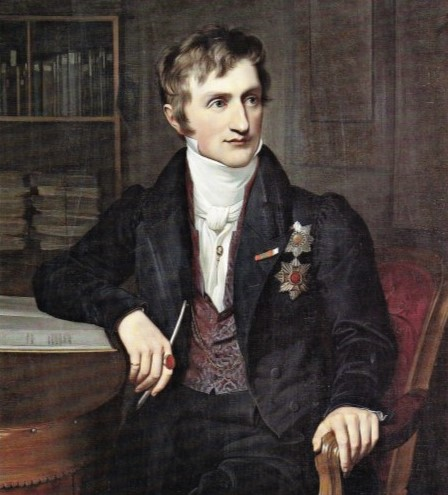
Le prince Jean de Saxe président du ministère des Finances par Carl Christian Vogel von Vogelstein en 1832.

Pendant la majeure partie de sa vie, Jean avait peu de chances d'hériter de la couronne de Saxe. En effet, lorsque le royaume de Saxe est créé en 1806, il n'est que le cinquième agnat à la succession après son oncle, son père et ses deux frères plus âgés : Frédéric-Auguste et Clément. Cependant, à la suite des décès successifs des héritiers de la couronne de Saxe et à la renonciation de son père, Jean progresse naturellement dans l'ordre de succession.
Entré à vingt ans au ministère des Finances, il en est le président lorsqu'en 1831 il prend le commandement des gardes nationaux du royaume qu'il conserve jusqu'en 1846. Comme membre de la Première Chambre, il prend part aux travaux de la Diète saxonne et surtout à la discussion de la nouvelle constitution de 1831.
Lorsque la Conférence de Londres reconnaît le 30 novembre 1829 l'indépendance de la Grèce, les diplomates conviennent d'offrir la couronne hellène soit au prince Jean de Saxe (soutenu par la France), soit au prince Frédéric des Pays-Bas (soutenu par le Royaume-Uni). C'est finalement Othon de Bavière qui est choisi.
Quand son oncle Antoine de Saxe succède à son frère aîné Frédéric-Auguste Ier en 1827, Jean devient troisième dans l'ordre de succession, mais après que son père Maximilien a renoncé à ses droits de succession en 1830, il occupe la place de second dans l'ordre ; puis quand son frère aîné devient le roi Frédéric-Auguste II en 1836, il devient le premier héritier du trône. Le roi, marié deux fois, est cependant resté sans enfants. Jean reste donc l'héritier pendant le règne de son frère.
Le 12 août 1845, lors d'une visite à Leipzig où il doit passer en revue la garde communale, le prince Jean — auquel on attribue une influence sur les récentes décisions prises par le ministère à l'égard des catholiques allemands — est chahuté par une manifestation de libéraux lors de la promenade aux flambeaux en son honneur. L'hôtel de Prusse dans lequel le prince est descendu est pris à partie par des manifestants qui brisent les vitres de l'établissement et les lanternes du voisinage à coups de pierres. Un bataillon de chasseurs parvient sur les lieux, balaie la place en la parcourant baïonnette croisée et dégage l'hôtel ; la troupe fait ensuite feu de deux côtés sur les manifestants, causant la mort d'au moins neuf victimes et blessant une vingtaine de personnes. Il faudra le talent du libraire Robert Blum pour ramener le calme, mais l'ancienne défiance religieuse vis-à-vis de la dynastie catholique saxonne renaît. Le lendemain, le prince Jean quittant la ville fait l'objet de quolibets, renouvelés lors de son passage à Chemnitz. Par la suite, Blum n'en sera pas moins un des leaders de la révolution de mars 1848 en Saxe, tout en empêchant les révolutionnaires de marcher sur la capitale Dresde. Néanmoins, la révolution échoue en Saxe, comme dans les autres pays de la Confédération germanique.

### Roi de Saxe (1854-1873)
Jean devient roi de Saxe après la mort accidentelle de son frère Frédéric-Auguste II en août 1854.
Il conserve à son service le médecin de ses prédécesseurs, Carl Gustav Carus, homme intelligent et talentueux, précurseur de Sigmund Freud et peintre renommé.
L'Organisation judiciaire de 1855, l'extension du réseau de chemin de fer, l'introduction de la liberté du commerce résultent principalement de ses suggestions. Sous son gouvernement, on assiste à l'acceptation du traité de commerce avec la France en 1862 et à la reconnaissance d'un marché avec l'Italie. Il a lui-même favorisé, sous l'influence de son ministre Friedrich Ferdinand von Beust, la solution grande-allemande de l'arrangement impérial (sous l'inclusion de l'Autriche). En 1866, la Saxe combat aux côtés de l'Autriche lors de la guerre austro-prussienne. Finalement, après la défaite autrichienne à la bataille de Sadowa, la Saxe adhère à la confédération de l'Allemagne du Nord (en payant une lourde contribution  de guerre et en lui cédant la forteresse de Königstein) et en 1871 à l'Empire allemand sous l'hégémonie de la Prusse.
Le roi meurt deux ans plus tard le 29 octobre 1873 à 71 ans au château de Pillnitz, des suites d'une insuffisance cardiaque congestive qui le minait depuis longtemps. Il est inhumé le 31 octobre 1873 dans la crypte royale de la cathédrale de la Sainte-Trinité à Dresde. Son fils aîné devient dès lors le roi Albert Ier.
Jean Ier jouit de la réputation d'un homme cultivé. Au-delà de son travail politique, le roi est engagé dans la littérature. Sous le pseudonyme de Philalethes, il traduit en allemand La Divine Comédie de Dante Alighieri. Il se livre à des études tant archéologiques que littéraires. En 1824, il devient président de la Société des Antiquaires de Saxe.

## Mariage et descendance
Jean épouse le 21 novembre 1822 à Dresde Amélie de Bavière (née à Munich le 13 novembre 1801, morte à Dresde le 8 novembre 1877), fille du roi de Bavière Maximilien Ier et de sa seconde épouse Caroline de Bade.
Neuf enfants naissent de cette union, mais six d'entre eux meurent dans la fleur de l'âge :
- Marie de Saxe (Dresde, 22 janvier 1827 - Dresde, 8 octobre 1857) morte célibataire et sans enfants ;
- Albert Ier (Dresde, 23 avril 1828 - Sibyllenort, 19 juin 1902) qui lui succède ; il épouse en 1853 Carola de Vasa (1833 - 1907), fille de Gustave de Suède, petite-fille de Gustave IV Adolphe (sans postérité) ;
- Élisabeth de Saxe (Dresde, 4 février 1830 - Stresa, 14 août 1912) ; elle épouse en 1850 Ferdinand de Savoie, duc de Gênes (1822 - 1854) (dont postérité), veuve, elle épouse en 1856 Niccolo, marquis de Rapallo (1825 - 1882) (sans postérité) ;
- Ernest de Saxe (Friedrich August Ernst) (Dresde, 5 avril 1831 - Weesenstein, 12 mai 1847) mort célibataire et sans enfants ;
- Georges Ier (Pillnitz, 8 août 1832 - Pillnitz, 15 octobre 1904) qui succède à son frère aîné ; il épouse en 1859 Marie-Anne de Portugal (1843 - 1884), fille de Marie II (dont postérité) ;
- Sidonie de Saxe (Maria Sidonia) (Pillnitz, 16 août 1834 - Dresde, 1er mars 1862) morte célibataire et sans enfants ;
- Anne Marie de Saxe (Dresde, 4 janvier 1836 - Naples, 10 février 1859) ; elle épouse en 1856 Ferdinand IV, grand-duc de Toscane (1835 - 1908) (dont postérité) ;
- Marguerite de Saxe (Dresde, 24 mai 1840 - Monza, 15 septembre 1858) ; elle épouse en 1856 Charles-Louis d’Autriche, archiduc d'Autriche (1833 - 1896), frère de l'empereur François-Joseph Ier (sans postérité) ;
- Sophie de Saxe (Dresde, 15 mars 1845 - Munich, 9 mars 1867) ; elle épouse en 1865 Charles-Théodore en Bavière, duc en Bavière (1839 - 1909), fils de Maximilien en Bavière, frère d'Élisabeth de Wittelsbach dite « Sissi » (postérité).

## Honneurs

### Royaume de Saxe
- Chevalier de l'ordre de la Couronne de Rue (1807).
- Grand-croix de l'ordre du Mérite civil de Saxe (1815).
- Grand-croix de l'ordre d'Albert.
- Chevalier de l'ordre militaire de Saint-Henri.

### Étrangers
- Grand-croix de l'ordre d'Albert l'Ours (Anhalt) (28 avril 1853).
- Chevalier de l'ordre de la Fidélité (Bade) (1853).
- Grand-croix de l'ordre du Lion de Zaeringen (Bade) (1853).
- Chevalier de l'ordre de Saint-Hubert (Bavière) (1822).
- Grand-croix de l’ordre de Léopold (Belgique) (1853).
- Grand-croix de l'ordre de Saint-Ferdinand et du Mérite (Deux-Siciles).
- 925e chevalier de l'ordre de la Toison d'or (Espagne) (1825).
- Grand-croix de l'ordre de Saint-Georges (Hanovre), (1860).
- Grand-croix de l'ordre royal des Guelfes (Hanovre).
- Grand-croix de l'ordre de Louis Ier de Hesse (10 août 1854).
- Grand-croix de l'ordre de Saint-Étienne de Hongrie (1841).
- Chevalier de l'ordre du Lion d'or de la maison de Nassau (Luxembourg) (février 1860).
- Grand-croix de l'ordre du Mérite du duc Pierre-Frédéric-Louis (grand-duché d'Oldenbourg) (31 août 1854).
- Chevalier de l'ordre de l'Aigle noir (Prusse) (3 septembre 1840).
- Pour le Mérite (Prusse) (21 janvier 1869).
- Chevalier de l'ordre de Saint-André (Russie) (5 avril 1840).
- Chevalier de l'ordre suprême de la Très Sainte Annonciade (Sardaigne) (12 mars 1850).
- Grand-croix de l'ordre de la Maison ernestine de Saxe (duché de Saxe-Cobourg et Gotha) (février 1838).
- Grand-croix de l'ordre de la Couronne de Wurtemberg (1854).

## Galerie

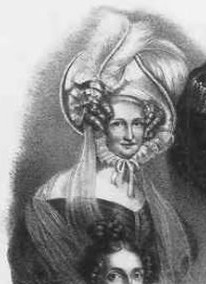
Marie de Saxe.
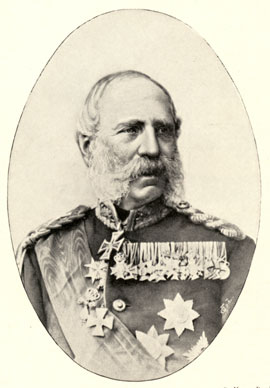
Albert Ier.
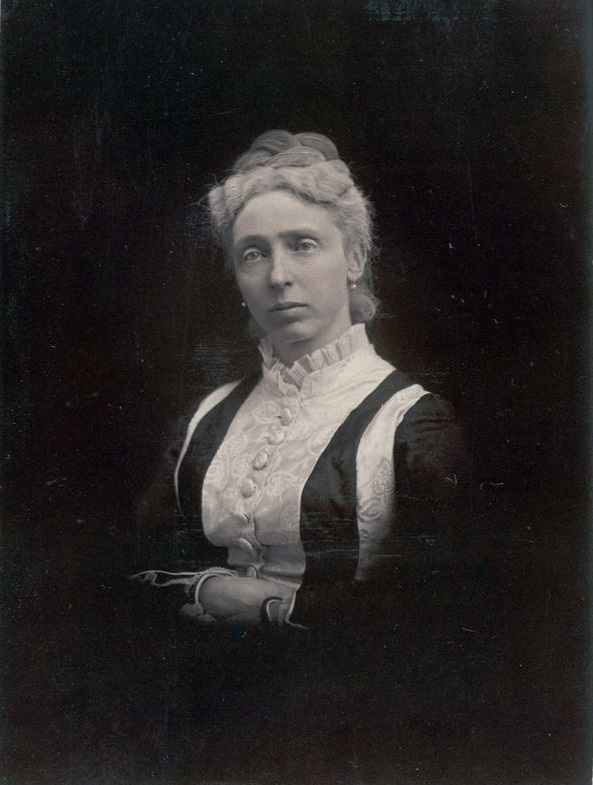
Élisabeth de Saxe.
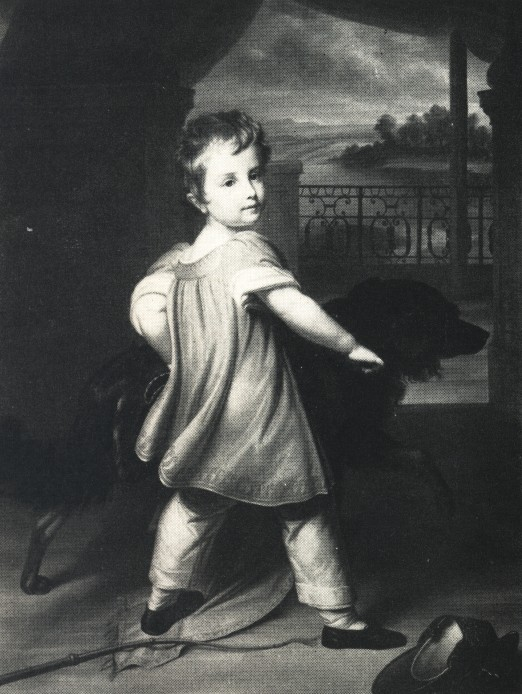
Ernest de Saxe.
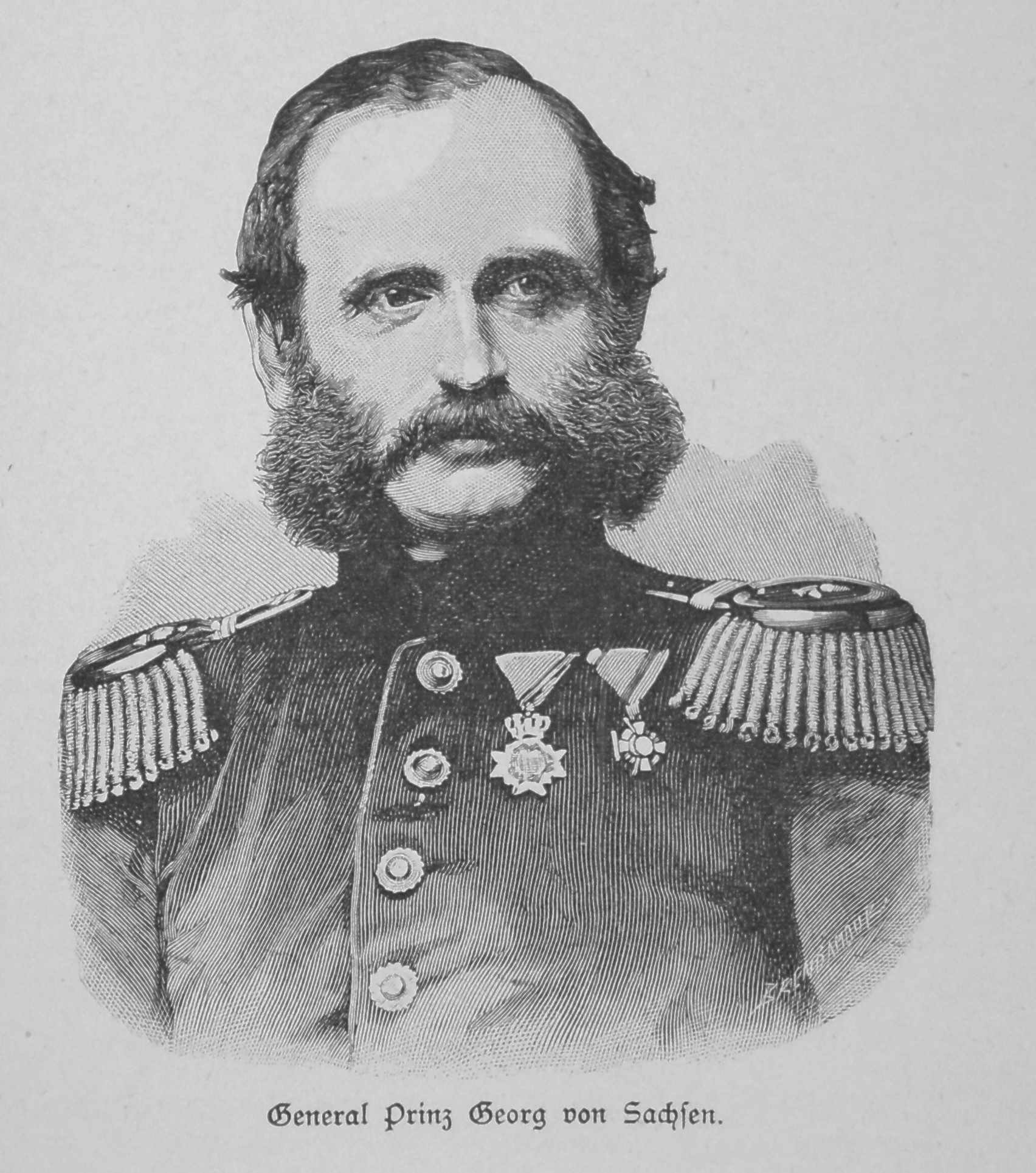
Georges Ier.
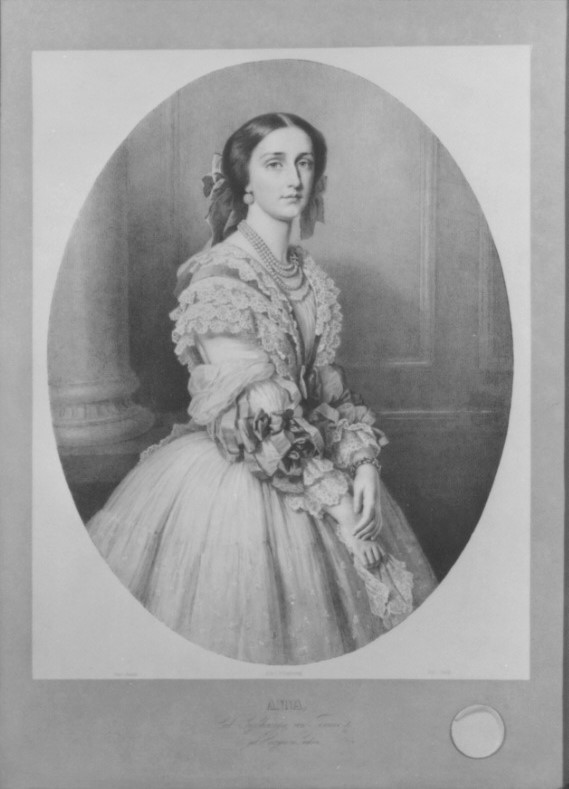
Anne Marie de Saxe.
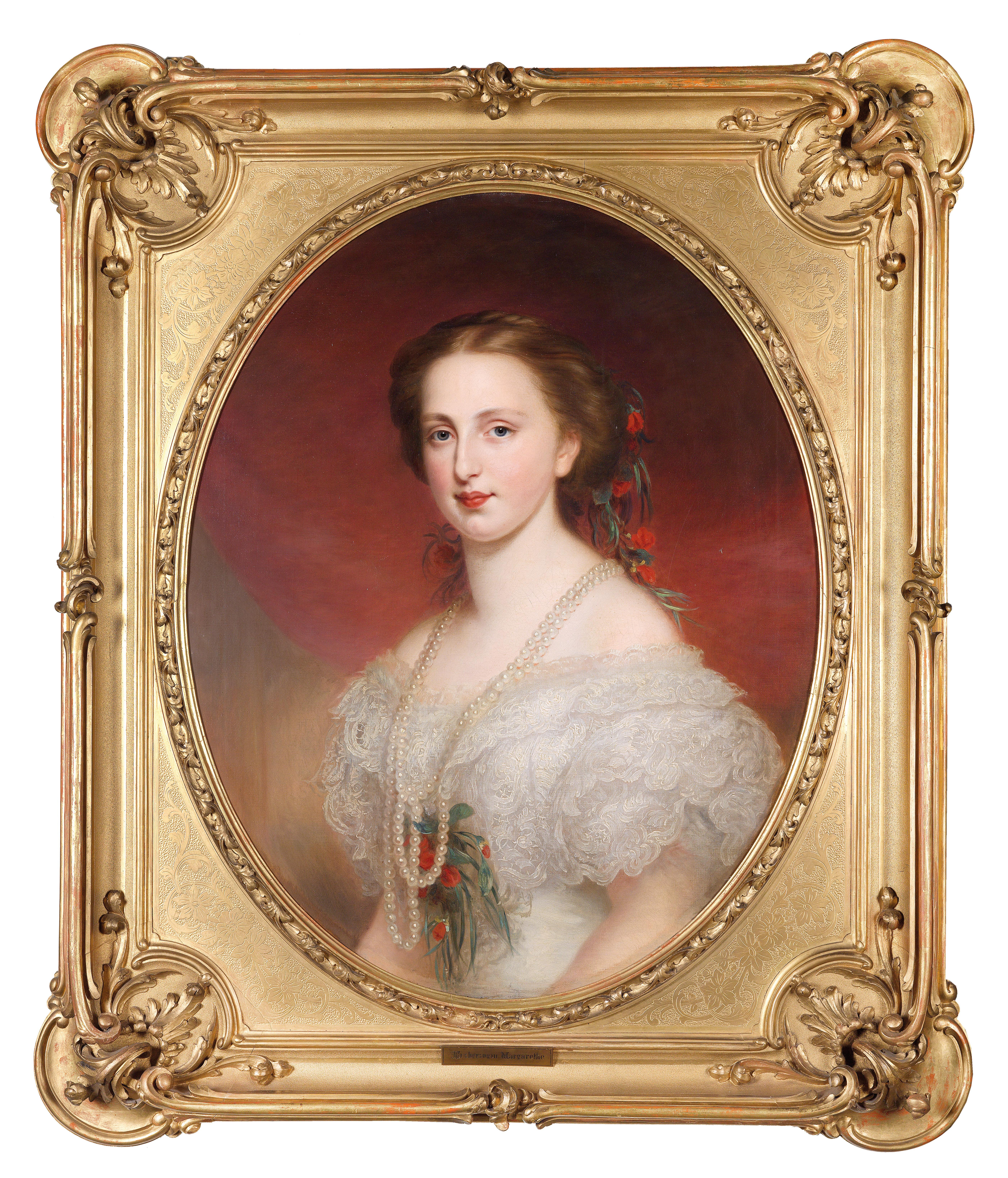
Marguerite de Saxe.
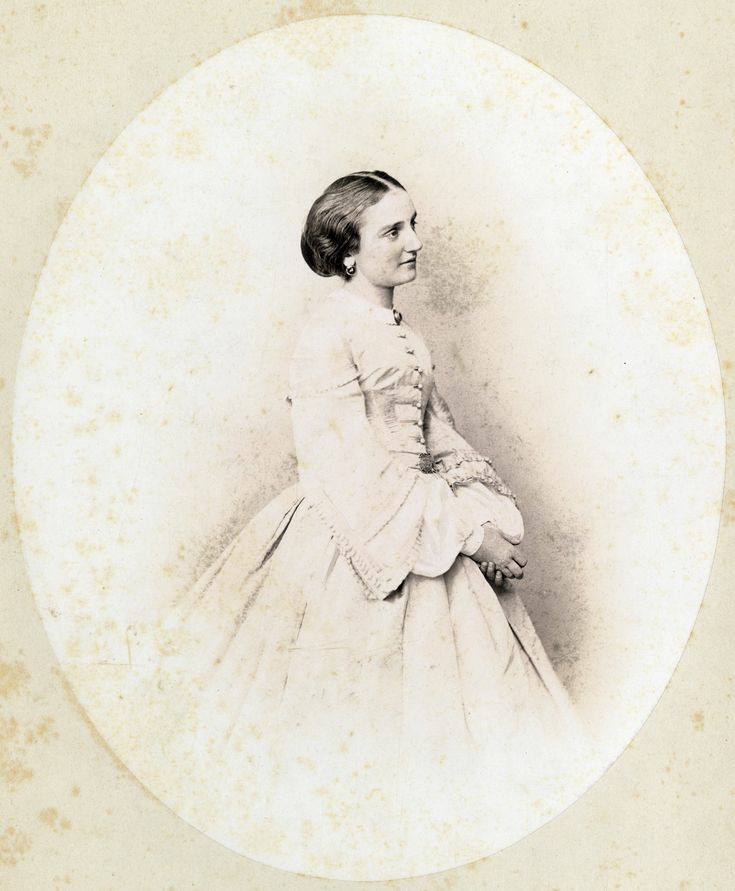
Sophie de Saxe.